# Uschi Digard
Uschi Digard (...) è un'attrice, ex attrice pornografica, modella e produttrice cinematografica svedese.
Ha interpretato più di 120 film, ed è nota principalmente per essere apparsa in alcuni film di Russ Meyer, come Cherry, Harry & Raquel!, Supervixens e Beneath the Valley of the Ultra-Vixens. Nella sua carriera ha usato più di 30 pseudonimi.

## Biografia
A 16 anni lasciò la Svezia: prima si stabilì a Parigi, quindi in Italia, in Svizzera (dove recitò in teatro) e in Inghilterra. Tornò in Svezia, quindi nel 1967 approdò definitivamente negli Stati Uniti, dove iniziò a lavorare come interprete. Successivamente diventò una modella, quindi debuttò nel cinema nel 1968, divenendo una delle attrici preferite del regista Russ Meyer. Grazie alle generose dimensioni del suo seno, comparve spesso su riviste pornografiche specializzate di tutto il mondo. Come pornoattrice ha lavorato anche con John Holmes.
Prese inoltre parte a numerosi cortometraggi di lotta femminile in chiave sexy: memorabile, per gli appassionati del genere, la sfida di lotta in bikini tra la Digard e la sua grande amica Candy Samples, un'altra celebre modella e pornoattrice dalle forme giunoniche (Battle of the Bosoms, Triumph Studios, 1980). Dopo una lunga carriera nell'hard si è ritirata dalle scene nel 1989. La Digard parla correttamente otto lingue: tedesco, danese, norvegese, francese, italiano, spagnolo, inglese e ovviamente lo svedese.

## Filmografia parziale

### Attrice

#### Cinema
- Lasciami baciare la farfalla (I Love You, Alice B. Toklas!), regia di Hy Averback (1968) - non accreditata
- The Kill, regia di Gary Graver (1968) - non accreditata
- The Master Beater, regia di Charles Carmello (1969)
- Cherry, Harry & Raquel!, regia di Russ Meyer (1970)
- Getting Into Heaven, regia di Edward L. Montoro (1970)
- I 7 minuti che contano (The Seven Minutes), regia di Russ Meyer (1971) - non accreditata
- The Manson Massacre (The Cult), regia di Albert Zugsmith (1972) - non accreditata
- Prison Girls, regia di Tom DeSimone (1972)
- I demoni (The Dirt Gang), regia di Jerry Jameson (1972) - non accreditata
- Vice Squad Women, regia di Al Fields (1973)
- The Black Gestapo, regia di Lee Frost (1975)
- Supervixens, regia di Russ Meyer (1975)
- Ilsa la belva delle SS (Ilsa: She Wolf of the SS), regia di Don Edmonds (1975) - non accreditata
- Killer Elite (The Killer Elite), regia di Sam Peckinpah (1975) - non accreditata
- Ilsa la belva del deserto (Ilsa, Harem Keeper of the Oil Sheiks), regia di Don Edmonds (1976)
- Ridere per ridere (The Kentucky Fried Movie), regia di John Landis (1977) - (segmento "Catholic High School Girls in Trouble")
- Beneath the Valley of the Ultra-Vixens, regia di Russ Meyer (1979)

### Produttrice
- Le deliranti avventure erotiche dell'agente speciale Margò (Up!), regia di Russ Meyer (1976)